# 保阪達也
保阪 達也（ほさか たつや）は、日本のゲイビデオ男優。ケーオーカンパニーに所属している。

## 人物・経歴
ケーオーカンパニーのレーベルであるBEAST・go guy plusの作品を中心に参加している。代表的な作品としてgo guy plusの『恋におちたら。』シリーズがある。身長168cm、体重61kg。

## 作品

### アダルトビデオ
以下は全てケーオーカンパニーの内部ブランド名である。

#### BEAST
2006年
- 『BACK WILD.6』（2006年5月、青山健二、村上武、土田義一）
- 『PREMIUM 2』（2006年8月、青山健二、酒井孝弘）
- 『FIRST TRY 05』（2006年9月、加藤拓、菊池智也、北野信吾、小橋大樹、土田義一）
- 『CRAZY.6』（2006年10月、菊池智也、青山健二）

2008年
- 『STA★COLLE vol.4 -TATSUYA-』（2008年3月、佐々木翔）
- 『密撮肉体裸3』（2008年6月、深田昇治、大西陽平）

#### go guy plus
2005年
- 『恋ノリ』（2005年11月、アユム、三木慶太）

2006年
- 『ハレンチ男子学園FINAL』（2006年3月）
- 『恋におちたら。』（2006年4月、アユム）
- 『SMASH』（2006年9月、ハルト、ユウジ）

2007年
- 『SMASH2』（2007年1月）
- 『恋におちたら。第2章』（2007年7月）
- 『恋におちたら。第3章』（2007年8月）
- 『School Days 2』（2007年12月、シンジ、ハルト、シュンスケ）

2009年
- 『DG -密着!!男子学園3-』（2009年12月）

#### deep
2008年
- 『スペルマバイオレンス-第5章-種飲器』（2008年12月）